# Warning (EP)
Warning é o segundo extended play da cantora sul-coreana Sunmi. Foi lançado em 4 de setembro de 2018.

## Antecedentes e lançamento
Em 22 de agosto de 2017, Sunmi lançou seu terceiro single, "Gashina", tornando-se o primeiro lançamento de Sunmi desde o fim das Wonder Girls e o término de seu contrato com a JYP Entertainment. A música foi um sucesso comercial e superou o Gaon Digital Chart, vendendo mais de 1.100.000 downloads digitais em dezembro de 2017. Seu quarto single "Heroine" foi lançado em 18 de janeiro de 2018 e atingiu o número 2 na Gaon Digital Chart.
Em 11 de julho, foi anunciado que Sunmi começou oficialmente a trabalhar em seu novo álbum. Em resposta aos relatórios, sua agência Make Us Entertainment confirmou que está se preparando para um retorno voltado para setembro. Em 20 de agosto, a agência de Sunmi revelou o primeiro teaser de seu novo álbum Warning on Twitter junto com a data de lançamento marcada para 4 de setembro. Em 26 de agosto, o tracklist de Warning foi lançado através das redes sociais de MakeUs Entertainment. "Siren" foi lançado em 4 de setembro, juntamente com o EP e videoclipe. "Siren" liderou o Gaon Digital Chart, tornando-se o segundo número um do Sunmi no gráfico.

## Lista de canções
※ Faixas em negrito identificam os singles do álbum.
| N.º            | Título                     | Letras                  | Música            | Duração |  |
| 1.             | "Addict"                   | Sunmi                   | Sunmi Frants      | 1:52    |  |
| 2.             | "Siren" (사이렌)           | Sunmi                   | Sunmi Frants      | 3:19    |  |
| 3.             | "Curve" (곡선)             | Sunmi                   | Kriz TOMOKA IDA   | 3:37    |  |
| 4.             | "Black Pearl"              | Sunmi                   | Sunmi Frants      | 3:19    |  |
| 5.             | "Gashina" (가시나)         | Teddy Sunmi Joe Rhee 24 | Teddy Joe Rhee 24 | 3:00    |  |
| 6.             | "Heroine" (주인공)         | Teddy Sunmi             | Teddy 24          | 3:15    |  |
| 7.             | "Secret Tape" (비밀테이프) | Sunmi                   | Sunmi Frants      | 1:32    |  |
| Duração total: | Duração total:             | Duração total:          | Duração total:    | 19:59   |  |

## Desempenho nas paradas
| Gráfico (2018)       | Melhor posição |
| -------------------- | -------------- |
| Coreia do Sul (Gaon) | 9              |

## Vendas
| Gráfico              | Vendas |
| -------------------- | ------ |
| Coreia do Sul (Gaon) | 9,321+ |